# Сети-Кедас
Сети-Кедас (порт. Sete Quedas) — муниципалитет в Бразилии, входит в штат Мату-Гросу-ду-Сул. Составная часть мезорегиона Юго-запад штата Мату-Гроссу-ду-Сул. Входит в экономико-статистический микрорегион Игуатеми. Население составляет 7937 человек на 2006 год. Занимает площадь 825,925 км². Плотность населения — 9,6 чел./км².
Праздник города — 13 мая.

## История
Город основан 4 апреля 1974 года.

## Статистика
- Валовой внутренний продукт на 2003 год составляет 57 112 594,00 реалов (данные: Бразильский институт географии и статистики).
- Валовой внутренний продукт на душу населения на 2003 год составляет 6133,23 реала (данные: Бразильский институт географии и статистики).
- Индекс развития человеческого потенциала на 2000 год составляет 0,719 (данные: Программа развития ООН).

## География
Климат местности: субтропический.